# Adolf Schmidt-Bodenstedt

Adolf Schmidt-Bodenstedt

Adolf Schmidt-Bodenstedt, kurz auch nur Adolf Schmidt, (* 9. April 1904 in Fallersleben; † 18. August 1981 in Bad Harzburg) war ein deutscher Volksschullehrer und Politiker der NSDAP, nach 1945 FDP-Mitglied. Er war Fraktionsführer der NSDAP im Braunschweigischen Landtag und von 1933 bis 1945 Mitglied des Reichstages.

## Leben
Der unter dem Namen Adolf Schmidt geborene Sohn eines Eisenbahners beendete die Mittelschule und besuchte anschließend das Lehrerseminar. Von 1925 bis 1930 arbeitete er als Volksschullehrer. Er war bereits seit 1923 Mitglied der NSDAP und übernahm 1927 bis 1930 die Kreisleitung im Gebiet Braunschweig Land.

### Karriere im NS-Staat
Im Jahre 1930 wurde Schmidt-Bodenstedt in den Braunschweigischen Landtag gewählt. Der nationalsozialistische Minister Dietrich Klagges berief ihn 1931 zum Hilfsreferenten in das braunschweigische Volksbildungsministerium. 1933 ernannte ihn der mittlerweile zum Ministerpräsidenten aufgestiegene Klagges zum Regierungsrat, 1934 zum Oberregierungsrat sowie zum Stellvertreter des braunschweigischen Ministers des Inneren und für Volksbildung, und ernannte ihn zum Staatsrat ehrenhalber.
Er war Mitbegründer des NS-Lehrerbundes in Braunschweig, dessen Obmann des Gaues Südhannover-Braunschweig er wurde. Am 19. November 1933 wurde er in den nationalsozialistischen Reichstag berufen, dessen Mitglied er bis 1945 blieb. Er wurde 1934 mit der Leitung der Abteilungen „Landjahr“ und „Volksschullehrer“ im neu gebildeten Reichsministerium für Wissenschaft, Erziehung und Volksbildung in Berlin beauftragt. Die Ernennung zum Ministerialrat folgte im Juli 1935, die zum Ministerialdirigenten 1939. Er war „Reichsredner der NSDAP“, Gauamtsleiter im Amt für Erzieher (NS-Lehrerbund) für den Gau Südhannover-Braunschweig und Träger des Goldenen Parteiabzeichens. Der Hitler-Jugend gehörte er als Gebietsführer ehrenhalber an und wurde 1935 in die Reichsjugendführung berufen. Schmidt-Bodenstedt war oberster Landjahrführer und wurde zum preußischen Staatsrat ernannt. Als Ministerialdirigent stand er im Bildungsministerium der Abteilung E VI „Lehrerbildung“  vor.
In Aufsätzen und Reden propagierte er die Bewusstseinsbildung der Lehrer im Sinne des Nationalsozialismus.

### Nach dem Zweiten Weltkrieg
Nach Ende des Zweiten Weltkriegs wurde Schmidt-Bodenstedt zwei Jahre von der alliierten Militärregierung interniert. Sein neuer Wohnsitz war seit 1948 Bad Harzburg, wo er unter anderem als Chorleiter tätig war. Er trat der FDP bei und wurde lokalpolitisch im Ortsrat von Bündheim aktiv.
Seine Schriften Landjahr. Plan und Gestaltung (Armanen-Verlag, Leipzig 1937) und Neuordnung der Lehrerbildung (Diesterweg, Frankfurt a. M. 1942) wurden in der Sowjetischen Besatzungszone auf die Liste der auszusondernden Literatur gesetzt. In der Deutschen Demokratischen Republik folgte auf diese Liste noch das von ihm herausgegebene Lehre und Erziehung an den Lehrerbildungsanstalten (Deutscher Schulverlag, Berlin 1944).

## Auszeichnungen
- Goldenes Parteiabzeichen der NSDAP

## Schriften (Auswahl)
- Landjahr. Plan und Gestaltung. Armanen-Verlag, Leipzig 1937, DNB 576059056.
- Neuordnung der Lehrerbildung. Diesterweg, Frankfurt am Main 1942, DNB 362628084.
- Lehre und Erziehung an den Lehrerbildungsanstalten. Deutscher Schulverlag, Berlin 1944, DNB 366601598.